# Epidendrum tacanaense
Epidendrum tacanaense là một loài thực vật có hoa trong họ Lan. Loài này được Hágsater, Soto Arenas & E.Santiago mô tả khoa học đầu tiên năm 2008.